# أمو هيوتن
أموري «أمو» هيوتن الابن (بالإنجليزية: Amo Houghton) (7 أغسطس 1926 – 4 مارس 2020) هو سياسي جمهوري عن ولاية نيويورك من الولايات المتحدة. شغل منصب عضو مجلس النواب الأمريكي وكان فردًا من آل هيوتن، أحد أبرز عائلات ولاية أبستيت نيويورك التجارية والسياسية.

## نشأته
ابن أموري هيوتن ولاورا ديكاي ريتشاردسون وحفيد ألانسون بي. هيوتن، وُلد أموري هيوتن الابن في كورنينغ، نيويورك. التحق هيوتن بمدرسة القديس بولس في كونكورد، نيو هامشير وكان عضوًا في صف عام 1945. شغل هيوتن في وقت لاحق منصب عضو في مجلس أمناء المدرسة.

## الخدمة العسكرية
في عام 1944، التحق هيوتن بقوات المشاة البحرية الأمريكية للمشاركة في الحرب العالمية الثانية. بعد تعيينه في يو إس إس ماكون (سي إيه-132) والقاعدة البحرية في خليج غوانتانامو، شارك مع وحدته في نشاطات ذات صلة بمعركة الكاريبي. نال هيوتن رتبة الصف الأول الخاص وسُرّح في عام 1946.

## مسيرته المهنية التجارية
تخرج في جامعة هارفارد بدرجة بكالوريوس في الفن في عام 1950 ونال درجة الماجستير في إدارة الأعمال من هارفارد في عام 1952.
أمضى هيوتن مسيرته المهنية التجارية في شركة أسرته، شركة كورنينغ لأعمال الزجاج (الآن شركة كورنينغ المتحدة)، وهي شركة أسسها جده الأكبر أموري هيوتن (1812-1882) في عام 1851. انضم إلى الشركة في عام 1951، وعمل كمحاسب وكمهندس عمليات ومسؤول التصنيع ومدير المبيعات. وانضم في عام إلى مجلس الإدارة في عام 1955، وأصبح نائبًا للرئيس في عام 1957، وعُين رئيسًا في عام 1961. منذ عام 1964 حتى عام 1983، شغل هيوتن منصب رئيس شركة كورنينغ والمدير التنفيذي.
بالإضافة إلى كورنينغ لأعمال الزجاج، اشتملت مشاريعه التجارية الأخرى على عضوية في مجلس إدارة آي بي إم وبنك المدينة الوطني الأول (لاحقًا سيتي غروب) وبروكتر آند غامبل وغينينتيك وبي. إف. غودريتش.

## الكونغرس الأمريكي
في عام 1986 انتُخب هيوتن كعضو جمهوري في مجلس النواب الأمريكي. قيل إن هيوتن كان من بين أغنى أعضاء المجلس بثروة تقدر بـ475 مليون دولار.

### سجل التصويت
حاز هيوتن على سجل تصويت متوسط وكان مؤسسًا لشراكة مين ستريت الجمهورية التي أسسها بهدف تشجيع مواقف أكثر اعتدالًا إزاء القضايا العامة. دُعي بصورة متكررة ليشغل دور منسق بين الأعضاء الديمقراطيين والجمهوريين حول قضايا حساسة نظرًا إلى كونه بطلًا في تحسين الكياسة بين الأحزاب السياسية. في حين أنه صوّت مع الجمهوريين لمعظم القضايا المتعلقة بالميزانية، فقد صوت أيضًا مع الحزب الديمقراطي حول قضايا حماية البيئة والحقوق المدنية وتمويل اللفنون والتعليم.

### عضويات اللجنة
شغل منصب في لجان العلاقات الدولية ولجان الطرق والوسائل.
القضايا
كان واحدًا من أربعة جمهوريين صوتوا ضد بنود عزل الرئيس بيل كلينتون في عام 1998.
في عام 2001، كان هيوتن واحدًا من ثلاثة جمهوريين فقط صوتوا ضد إلغاء ضريبة أيلولة التركة.
في 10 أكتوبر 2002، كان من بين ستة جمهوريين في مجلس النواب صوتوا ضد قرار التفويض لحرب العراق.

### السمعة
خلال مسيرته كان هيوتن واحدًا من أشهر أعضاء الكونغرس عن ولاية أبستيت نيويورك وأكثرهم احترامًا، عادةً ما أعيد انتخابه بنسبة تفوق 65% من الأصوات. تصادم في بعض الأحيان مع التوجه الجنوبي المحافظ اجتماعيًا بصورة متزايدة للحزب. على سبيل المثال، كان هيوتن واحدًا من أصرح مؤيدي إباحة الإجهاض الجمهوريين في الكونغرس.

### حياته اللاحقة
في 7 أبريل 2004، أعلن هيوتن عدم اعتزامه السعي وراء ولاية عاشرة في الكونغرس. في 3 يناير 2005، انتهت ولاية هيوتن وخلفه جون آر. «راندي» كوهل.